# مکس هافلر
مکس هافلر (انگلیسی: Max Haufler؛ ۴ ژوئن ۱۹۱۰ – ۲۵ ژوئن ۱۹۶۵) هنرپیشه، کارگردان و فیلم‌نامه‌نویس اهل سوئیس بود. از فیلم‌هایی که وی در آن نقش داشته است می‌توان به محاکمه اشاره کرد.